# Афгано-индийские отношения
Афгано-индийские отношения — двусторонние дипломатические отношения между Афганистаном и Индией.

## История
В 1980-х годах Республика Индия стала единственной страной в Южной Азии признавшей просоветскую Демократическую Республику Афганистан. В 1990-х годах отношения между странами были испорчены из-за пришедших к власти в результате гражданской войны в Афганистане талибов (Исламский Эмират Афганистан). Индия участвовала в свержении режима талибов и стала крупнейшим региональным поставщиком гуманитарной помощи Афганистану. Индийцы участвуют в различных строительных проектах в рамках программы по восстановлению Афганистана. Пакистан обвиняет индийскую спецслужбу RAW в том, что она способствует созданию негативного образа Пакистана и участвует в подготовке повстанцев. Эти обвинения опровергли Индия и Соединённые Штаты Америки, при том, что США является историческим союзником Пакистана.
7 июля 2008 года произошёл террористический акт в Кабуле, целью атаки стало посольство Индии. В результате атаки погибло 58 человек, ещё свыше 100 получили ранения различной степени тяжести. 8 октября 2009 году террористы вновь атаковали посольство Индии в Кабуле. В результате атаки погибло 17 человек, ещё 63 получили ранения различной степени тяжести. Ответственность за оба теракта взяла на себя радикальная суннитская группировка Талибан. После этих событий министерство иностранных дел Афганистана сделало заявление, что Индия является братской страной и ни один враг не сможет испортить отношения между ними. В 2011 году отношения между Афганистаном и Индией получили мощный импульс развития в связи с подписанием Соглашения о стратегическом партнёрстве, это стало первым двусторонним соглашением Афганистана со времён советского вторжения в 1979 году. В 2010 году Институт Гэллапа опубликовал данные, что 75 % афганцев относятся к Индии лучше, чем к США и Китаю, а 50 % афганцев выражают полное удовлетворение политикой Индии, что является самым положительным рейтингом Индии среди всех Азиатско-тихоокеанских стран.